# Mikael Nilsson (labdarúgó, 1968)
Mikael Nilsson (Falköping, 1968. szeptember 28. –) svéd válogatott labdarúgó.
A svéd válogatott tagjaként részt vett az 1994-es világ, illetve az 1992-es Európa-bajnokságon.

## Sikerei, díjai
IFK Göteborg
- Svéd bajnok (6): 1990, 1991, 1993, 1994, 1995, 1996
- Svéd kupagyőztes (1): 1991

Svédország
- Világbajnoki bronzérmes (1): 1994
- Európa-bajnoki harmadik helyezett (1): 1992